# Carl Ulrik Ridderstolpe
Carl Ulrik Ridderstolpe, född den 11 november 1773 i Stockholm, död den 31 juli 1846 i Stockholm, var en svensk greve, militär och kammarherre.

## Biografi
Ridderstolpe var son till riksrådet Fredrik Vilhelm Ridderstolpe och dennes hustru grevinnan Eleonora Lovisa Antoinetta Dohna. Han blev volontär vid Änkedrottningens livregemente 1775 för att 1778 utnämnas till fanjunkare vid Lätta dragonkåren och han befordrades till kornett 1781. Han utnämndes till kammarjunkare vid hovet 1783 och blev 1787 student vid Uppsala universitet samt tog kansliexamen där i juni 1790.
Den 28 juni 1790 utnämndes han till auskultant vid Göta hovrätt, men redan den 22 juli samma år blev han extra ordinarie kanslist i inrikescivilexpeditionen. Han utnämndes till löjtnant vid sitt regemente 1794 samt blev ryttmästare vid Livhusarregementet 1796. Han blev major 1799 vid Mörnerska husarerna, sekundmajor 1802 och därefter premiärmajor 1805.
Han deltog under Pommerska kriget 1805–1807 med sitt regemente. Men den 17 april 1807 blev han träffad av en muskötkula under slaget vid Ueckermünde; kulan träffade hans vänstra bröstficka där han förvarade en större mängd papper varför kulan förlorade sin kraft och inte sårade honom. Dock gjorde chocken att han föll av sin häst och gjordes till krigsfånge och fördes till Frankrike. Han återkom därifrån 1809 och han utnämndes då till riddare av Svärdsorden den 3 juli 1809 för att den 14 september samma år utnämnas till överstelöjtnant samt överadjutant hos kung Karl XIII.
Den 21 december 1810 utnämnde Karl XIII honom till kabinettskammarherre. Den 2 februari 1812 blev han sekundchef för Livregementsbrigadens grenadjärkår, senare Livregementets grenadjärer. Han deltog med sitt regemente 1813 i sjätte koalitionskriget och var närvarande under slagen vid Grossbeeren, Dennewitz och Leipzig, för att under 1814 delta vid Fälttåget mot Norge. Den 12 juni 1814 blev han även generaladjutant hos konungen, och den 9 juni 1816 utnämndes han till generalmajor och blev den 28 augusti samma år utnämnd till hedersledamot av Kungliga Krigsvetenskapsakademien. Han lämnade sin ställning som kabinettskammarherre efter Karl XIII:s död, den 11 december 1818.
Den 18 april 1821 utnämndes han till regementschef för Södermanlands regemente, men bara två år senare blev han den 4 juli 1823 chef för Andra infanteribrigaden. Den 4 juli 1832 utnämndes han till generallöjtnant och den 7 december 1833 utnämndes han slutligen till generalbefälhavare vid Femte militärdistriktet.
Ridderstolpe dog den 31 juli 1846 i Stockholm, och han begravdes den 15 augusti samma år. På hans begravning serverades begravninskarameller, varav en fortfarande finns bevarad på Nordiska Museet. Han begravdes kyrkogården vid Rytterne kyrka tillsammans med sin hustru och sin son.

### Egendomar
Ridderstolpe var fideikommissarie till fideikommissen Fiholm och Vikholm.

### Eftermäle
I Kungliga Krigsvetenskapsakademiens handlingar för år 1847 kan man läsa följande i Ridderstolpes dödsruna:
| ” | Liflig, stundom retlig till lynnet, välvillig mot underordnade, outtröttlig i sin nit att tjena, skonade Generallöjtnant Ridderstolpe minst sig sjelf vid uppfyllande av tjensteåligganden. Med en af sjukdom nästan halft förlamad kropp, inställde han sig hos H. M. Konungen till mötes, vid de inspektioner Högstdensamme denna sommar behagade göra å de under Grefve Ridderstolpes befäl stående trupper. Kort derefter begav han sig till Stockholm, för att söka hjelp emot plågorna, och fann den äfven, men endast i döden. | „ |

## Utmärkelser
- Riddare av Svärdsorden: 3 juli 1809
- Riddare av ryska Sankt Vladimirs ordens 3:e klass: 13 februari 1815
- Kommendör av Svärdsorden: 4 juli 1817
- Kommendör med stora korset av Svärdsorden: 11 maj 1826